# A Dawn to Fear
Albums de Cult of Luna
Mariner
(2016) The Long Road North
(2022)
A Dawn to Fear est le huitième album studio du groupe suédois Cult of Luna, sorti le 20 septembre 2019 sous le label Metal Blade Records.

## Liste des pistes
| 1.    | The Silent Man        | 10:36 |
| 2.    | Lay Your Head to Rest | 6:23  |
| 3.    | A Dawn to Fear        | 8:53  |
| 4.    | Nightwalkers          | 10:48 |
| 5.    | Lights on the Hill    | 15:07 |
| 6.    | We Feel the End       | 7:06  |
| 7.    | Inland Rain           | 7:00  |
| 8.    | The Fall              | 13:13 |
| 79:06 |                       |       |